# Carles Viver i Pi-Sunyer

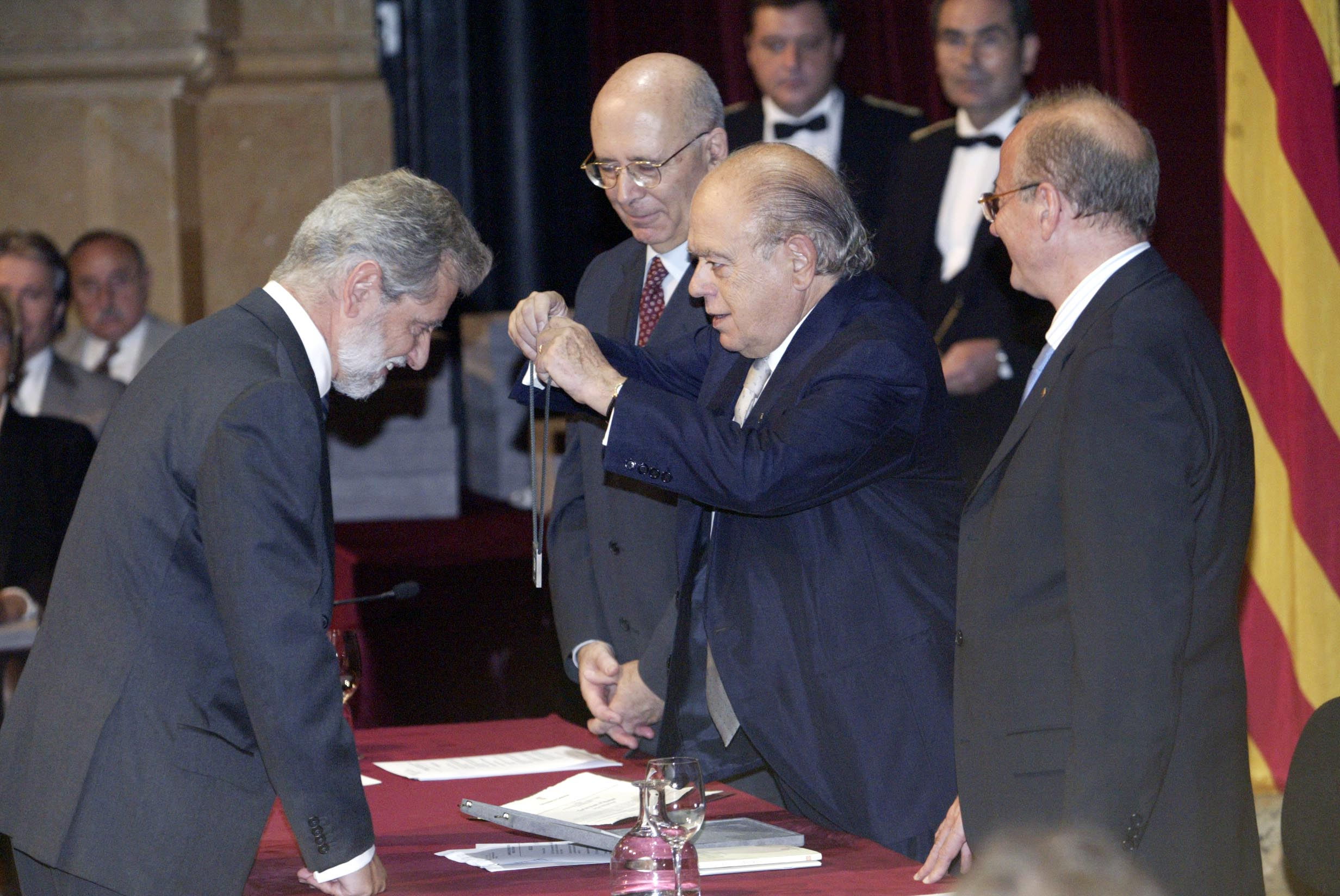
Carles Viver i Pi-Sunyer rep la Creu de Sant Jordi de mans del President Pujol

Carles Viver i Pi-Sunyer, nom complet Carles Viver Pi-Sunyer, (Terrassa, 1 de setembre de 1949) és un jurista i docent català. Destituït pel Govern d'Espanya el 31 d'octubre de 2017 de tots els seus càrrecs, va ser director de l'Institut d'Estudis de l'Autogovern, president del Consell Assessor per a la Transició Nacional, a més d'ex-comissionat per a la Transició Nacional. Fou magistrat i president del Tribunal Constitucional d'Andorra, magistrat i vicepresident del Tribunal Constitucional d'Espanya, així com un dels càrrecs d'assessorament tècnic més importants en la redacció de l'Estatut d'Autonomia de Catalunya de 2006.

## Biografia
Nascut a Terrassa (Vallès Occidental) l'1 de setembre de 1949, es doctorà en Dret a la Universitat de Barcelona el 1977, on fou catedràtic de Dret constitucional entre 1987 i 1990, i des d'aleshores ho és de la Universitat Pompeu Fabra.
Fou membre de la Comissió Jurídica Assessora durant el període 1986-1992 i membre nat de la Comissió Jurídica Assessora des de l'any 2003, arran del seu nomenament com a director de l'Institut d'Estudis Autonòmics (posteriorment denominat Institut d'Estudis de l'Autogovern), fins al 31 d'octubre de 2017, quan fou destituït pel Govern d'Espanya, en aplicació de l'article 155 de la Constitució, de tots els seus càrrecs.
Entre 1992 i 2001 fou magistrat del Tribunal Constitucional d'Espanya, del qual en fou vicepresident del 1998 al 2001. El 2004 fou nomenat director de l'Institut d'Estudis Autonòmics (ara Institut d'Estudis de l'Autogovern), des d'on assessorà tècnicament en els treballs de redacció de l'Estatut d'Autonomia de Catalunya de 2006. És especialista en temes de dret autonòmic i de dret constitucional. El 2003 va rebre la Creu de Sant Jordi i el premi Justícia de Catalunya. El 2004 se li va atorgar la Gran Creu de l'orde d'Isabel la Catòlica, i el 2005 rebé l'Ordre al Mèrit Constitucional com a magistrat emèrit del Tribunal Constitucional d'Espanya. Entre 2006 i 2014 fou magistrat del Tribunal Constitucional d'Andorra, per designació del Consell General, del qual en fou president del 2008 al 2010.
El 22 de març de 2013 fou escollit per a presidir el Consell Assessor per a la Transició Nacional. El 24 de febrer de 2015 fou nomenat Comissionat per a la Transició Nacional. Va ser destituït pel Govern d'Espanya el 31 d'octubre de 2017.

## Obres
- El personal político de Franco: (1936-1945) (1978)
- El procediment legislatiu en l'ordenament jurídic català a Revista Jurídica de Catalunya (1981)
- La Constitució (1984)
- Materias Competenciales y Tribunal Constitucional (1989)
- Las autonomías políticas (1994)
- El auto de planteamiento de la cuestión de inconstitucionalidad (1999)